# Thomas Buanec
Thomas Buanec, né le 20 mars 1986, est un gardien de but international français de rink hockey. Il évolue en 2015 en Nationale 1 à Saint-Omer.

## Palmarès
En 2015, il participe au championnat du monde de rink hockey en France.

## Vie professionnelle
Il poursuit ses études jusqu'à un Master 2 en Droit du Sport avant de devenir agent sportif notamment dans le milieu du football. Il se spécialise sur le marché belge. Début 2020, son entreprise emploi deux salariés et gère une trentaine de footballers.